# Національна жандармерія Франції
Національна жандармерія (фр. Gendarmerie nationale [ʒɑ̃daʁməʁi nɑsjɔnal]) — військове формування з правоохоронними функціями, що входить до складу Збройних сил Франції і підпорядковується міністру оборони Франції. Жандармерія виконує значний обсяг поліцейських і адміністративних функцій в інтересах всієї держави, а також функції військової поліції в інтересах Збройних сил. Діяльність жандармерії має міжвідомчий характер і координується також Міністерством внутрішніх справ Франції та Міністерством юстиції Франції, але залишається під командуванням Міністерства оборони для виконання своїх військових завдань.
На відміну від Національної поліції Франції, яка діє у великих містах, Національна жандармерія виконує свої поліцейські завдання із захисту та охорони життя, прав, свобод і законних інтересів своїх громадян, суспільства і держави від злочинних та інших протиправних посягань, охорони громадського порядку та забезпечення громадської безпеки, в маленьких містах з постійним населенням до 20 000, в сільській місцевості, передмістях та на транспортних шляхах.

## Історія
16 лютого 1791 року своїм законом депутати Національної асамблеї Франції створили замість ліквідованого маршальського суду новий інститут – Національну жандармерію. Цьому органу було доручено відновити порядок у революційній Франції. На той час у жандармерії нараховувалося 800 офіцерів, яких призначав військовий міністр, та 6500 унтер-офіцерів. Новостворена жандармерія успадкувала структуру, принципи роботи та завдання маршальського суду.
Слово «Національна» в назві військового органу мала продемонструвати її найважливішу роль у становленні нового політичного та суспільного ладу. Якщо вершник маршальського суду служив королю, хоча той і був уособленням держави, то жандарм Республіки служив закону. Саме жандармів ототожнювали з тією державною силою, що діяла в загальних інтересах, про яку йшлося в статті 12 Декларації прав людини і громадянина від 26 серпня 1789 року: "Для гарантії прав людини і громадянина необхідна державна сила; вона створюється в інтересах всіх, а не для особистої вигоди тих, кому вона довірена". З того ж 1791 року запроваджуються знаки корпусу (триколірна кокарда, ґудзики з написом «Сила закону», емблема у формі плоду граната білого кольору замість білого аксельбанта і квітки лілії), що символізували його нове призначення.
У 1792 році Франція вступила у тривалу війну, постійно відбираючи жандармів з територіальних підрозділів для посилення діючої армії. Рада старійшин, констатувавши, що національна жандармерія в подібному стані не може виконувати свої завдання, вирішила її реформувати. Закон від 17 квітня 1798 року комплексно врегулював службу жандармів. У преамбулі особливо підкреслювалися її традиційні функції підтримання порядку в сільській місцевості та на дорогах. Вона могла виконувати завдання як адміністративної поліції (попередження правопорушень шляхом здійснення загального нагляду, боротьба з бродяжництвом, незаконними мігрантами, супроводження, конвоювання, підтримання порядку на ярмарках, святах та різних зборах), так і судової поліції (фіксація злочинів і правопорушень, складання протоколів, розгляд заяв про злочини, збір доказів, арешт злочинців).
Закон визначив, що Національна жандармерія перебувала у потрійному підпорядкуванні: Міністерству юстиції з питань здійснення функцій судової поліції, Міністерству війни з питань утримання та дисципліни і Міністерству внутрішніх справ з питань загальної поліції". Це положення залежності від різних інстанцій відтворювалося на рівні нижчої ланки — бригади: жандарми були зобов'язані реагувати на запити адміністративних, судових і військових органів, передбачені законом". Реформа 1797-1798 років мала загалом позитивне значення для розвитку корпусу. Закон підтвердив елітний характер жандармерії, наполегливо вказуючи на критерії відбору кандидатів на посаду жандармів, які були ідентичними тим, що існували при прийомі на військову службу (вік не менше 25 років, наявність військового досвіду, вміння читати і писати).
З моменту створення жандармерії неодноразово звучали пропозиції про перетворення жандармерії на військову поліцію, підпорядковану МВС, та доповнювалися оригінальними проектами про її підпорядкування Міністерству юстиції з метою посилення судової поліції. В історичний момент, коли поліцейська система не справлялася зі своїми завданнями, жандармерію визначили як слабку ланку. З точки зору керівників активно модернізованої в той період цивільної поліції, несумісність військових функцій з обов’язками поліцейського і була головною причиною неефективності поліції Франції.
На тлі повторюваних і посилюваних нападів відбулася консолідація корпусу, який зміг висунути захисників своїх цінностей і традицій. Ще в 1871 році капітан жандармерії Тарньє, розробивши "Основи проекту реорганізації жандармерії", писав, що позбавлення жандармів військового статусу було б для них рівнозначно позору". Голос протестуючих жандармів все гучніше звучав на сторінках спеціалізованих газет ("Газета жандармерії", "Маяк", "Прогрес жандармерії" і т.д.). На чашу терезів на користь збереження Національної жандармерії як особливого елемента системи були покладені її багатовекові авторитет, цінності і традиції, і всі раціональні аргументи, що стосувалися вибору інших напрямків розвитку, втратили силу перед цією могутністю історичної спадщини. Загроза ліквідації сприяла піднесенню корпоративного духу, лейтмотивом більшості міркувань став лозунг "Жандармерія - жандармам!", що відображав її бажання набути автономного статусу і власного обличчя всередині армійського корпусу. Ідея була, звичайно, не нова, але її відстоювання набуло систематичного характеру.
Коли наприкінці Першої світової війни колись забуті ідеї про уніфікацію всіх служб поліції, а отже, і демілітаризацію жандармерії знову стали актуальними, вона зустріла їх у повній готовності. До цього часу Національна жандармерія Франції здобула автономне управління в Міністерстві війни, керівники якої мали можливість донести позицію корпусу безпосередньо главі держави. Військовий характер жандармерії знову виявився затребуваним: жандарми виконували операції з підтримання порядку, оскільки армія поступово відмовлялася від виконання цих функцій.
Міжвоєнний період є найважливішим етапом в історії модернізації установи: створення школи офіцерів жандармерії (1918 р.) та управління жандармерії (1920 р.), формування мобільних груп жандармерії, спеціально призначених для підтримання порядку (що стали мобільною республіканською гвардією в 1926 р. і перейменовані на мобільну жандармерію в 1954 р.), телефонізація жандармських постів (1918 р.), застосування мотоциклів та автомобілів (1932 р.), розвиток дорожньої поліції (1928 р.).
Національна жандармерія Франції після Другої світової війни зберегла статус військовізованої поліції. Специфіка та складність її місій, а також виконання нею функцій військового правосуддя стали аргументом на користь збереження її особливого положення, вона поступово збільшувала свою самостійність всередині Міністерства оборони. У 1946 році була створена Головна інспекція Національної жандармерії. З того часу до 2004 року директором жандармерії призначалось цивільне обличчя — префект або магістрат. Новим кроком до набуття автономії стало надання їй окремого бюджету декретами 1991 і 2000 років як четвертому корпусу армії". Обособлення сприяло розвиток системи професійної освіти, а дистанціювання від військових – вилучення з її повноважень у 1986 році функцій військової юстиції. Але ще у 1981 році Дирекція жандармерії і військової юстиції була перетворена на Генеральну дирекцію Національної жандармерії, яка забезпечувала функціонування всього інституту: жандармерії департаментів, мобільної і спеціалізованої жандармерії.
На початку 1990-х років виявилися ключові завдання розвитку Національної жандармерії: удосконалення її територіальної організації (оптимальний розподіл жандармів на території держави для задоволення зростаючих потреб населення в сфері безпеки, перерозподіл зон відповідальності між нею та Національною поліцією); розширення участі в колективному забезпеченні безпеки (розвиток форм взаємодії з державними та негосударственими суб'єктами забезпечення безпеки, в першу чергу з органами Національної поліції).
У 2003 році 462 бригади Національної жандармерії, які мали достатню чисельність для автономного функціонування, були збережені як окремі підрозділи; 2531 невелика бригада, неспроможна організувати діяльність відповідно до нових вимог, були об'єднані в 827 об'єднань бригад під загальним командуванням. Таким чином, ця реформа означала компроміс між вимогами територіальності та раціональності публічного управління, але вона цілком може призвести до поступового ослаблення постійної територіальної присутності жандармерії в сільській місцевості.
Закони про безпеку 1995, 2001, 2002, 2003 років забезпечили загальну мобілізацію (держави й суспільства, державних і негосударствених структур) для боротьби зі злочинністю, актуалізували проблему координації державних служб безпеки, підштовхуючи їх до організаційної реформи. Відносини Національної жандармерії та Національної поліції ніколи не зводилися до моделі "війни поліцій". Співпраця у здійсненні функцій кримінальної та адміністративної поліції традиційно розглядалася керівниками обох правоохоронних структур як необхідна умова успішної діяльності.

## Завдання та функції
Жандармерія виконує три типи завдань у співпраці з іншими силами французької поліції:
- завдання слідчої поліці: виявлення злочинів, розшук і затримання злочинців, проведення досудового розслідуванн та слідчих дій;
- завдання адміністративної поліції: забезпечення громадської безпеки, підтримання громадського порядку, надання допомоги та порятунку, регулювання дорожнього руху, охорона довкілля;
- завдання військової поліції та оборони: підтримання дисципліни та правопорядку серед військовослужбовців, розвідка, охорона, контроль над ядерною зброєю, логістика та інші завдання, пов'язані із забезпеченням оборони.

Жандармерія має такі функції:
- Забезпечення громадської безпеки. Національна жандармерія виконує поліцейські функції, які спрямовані на підтримання громадського порядку та громадської безпеки, боротьби із правопорушеннями;
- Протидія тероризму та організованим злочинним угрупованням. Захисна функція жандармерії проявляється в тім, що вона має власні мобільні бригади втручання, мобільні групи в на морських, повітряних та транспортних ділянках, спеціалізовані групи для боротьби із терористичними угрупованнями (GIGN). Сили жандармерії виконують завдання в рамках зовнішніх операцій, здійснюють деякі розвідувальні функції відповідно до національних абоміжнародних мандатів ООН, НАТО та ЄС;
- Інформаційно-розвідувальна. Національна жандармерія несе відповідальність за запобігання і припинення діяльності іноземних держав чи організацій щодо виявлення і нейтралізації зовнішніх загроз: тероризму, з розповсюдження ядерної, біологічної, хімічної зброї, кібератак, а також бере участь у державних програмах з питань економічної розвідки;
- Участь у роботі судових приставів. Підрозділи жандармерії здійснюють свою діяльність у взаємодії із судовою владою в рамках «взаємодопомоги у кримінальних справах» та програми діяльності судових приставів. Оперативна діяльність всіх підрозділів і служб жандармерії, які сприяють здійсненню судових розслідувань контролюється і координується Управлінням у кримінальних справах (ОСА);
- Боротьба із кіберзлочинністю. В структурі жандармерії діє Департамент технічної служби правових досліджень та документації (STRJD). Він контролює мережу за допомогою функції пошуку з метою протидії вчиненню злочинів проти особи і власності, а також припинення розповсюдження незаконних даних в Інтернет;
- Безпека дорожнього руху. Національна жандармерія несе відповідальність за моніторинг життєво важливих мереж периферійних (сільських) доріг Франції. Після указу Президента Франції від 14 липня 2002 року, жандармерія реорганізувала свою діяльність шляхом застосування систем автоматизованого контролю за безпекою дорожнього руху, використанням приладів, які фіксують стан алкогольного сп’яніння водіїв. Крім того, жандармерія проводить профілактичну роботу серед власників транспортних засобів, спрямовану на попередження аварій та нещасних випадків.

## Структура

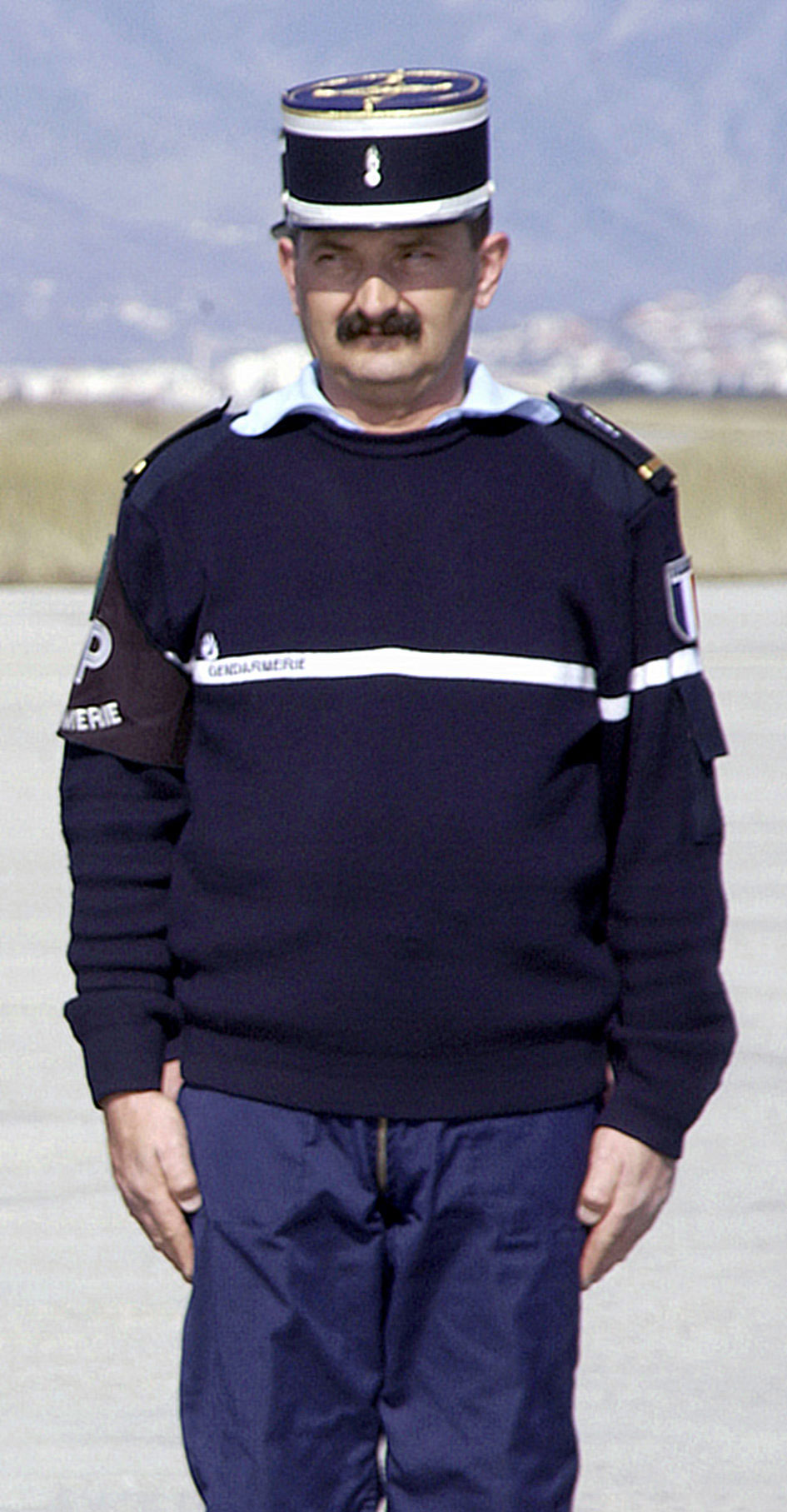
Французький жандарм

Керівництво жандармерією здійснює Міністр оборони Франції.
Безпосереднім начальником військової поліції є генеральний директор, який очолює Головне управління.
Жандармерія складається з:
- Центрального апарату і технічних служб.
- Територіальних командувань і підпорядкованих їм:
  - Департаментської жандармерії;
  - Мобільної жандармерії.
- Республіканської гвардії.
- Частин і підрозділів, що дислокуються за межами Франції, в департаментах і у складі угруповання французьких військ у Німеччині.
- Спеціалізованих формувань.

Департаментських жандармерія призначена для охорони та оборони важливих об'єктів, підтримання громадського порядку, збору і передачі даних про внутрішню обстановку, ведення обліку резервних компонентів.
Мобільна жандармерія виконує завдання із забезпечення громадського порядку і фактично є оперативним резервом сил безпеки.
Республіканська гвардія — спеціальне воєнізоване формування із забезпечення безпеки та режиму на важливих державних об'єктах (резиденції Президента Франції та прем'єр-міністра Франції, Національної асамблеї і т. д.).
Спеціалізовані формування забезпечують охорону режимних об'єктів, здійснюють нагляд за дотриманням правопорядку та законності, допомагають адміністративним службам в їх повсякденній діяльності.
Військова поліція налічує близько 94 тисяч чоловік особового складу.

## Організація діяльності
Місцеві підрозділи жандармерії існують у всіх територіальних одиницях країни як окремі формування. У Франції існують жандармські регіони, що були створені в 2005 році в ході реформи зі спрощення структури жандармерії. Генерал, командувач жандармським регіоном, знаходиться в штаб-квартирі зони захисту. Йому підпорядковані всі мобільні жандармські підрозділи, розташовані в межах цієї зони. Територіальні формування жандармерії поділяється на окремі підрозділи – це командне формування департаментської жандармерії на департаментському рівні. Підрозділ ділиться на роти (compagnies). В основному вони розквартировані по жандармським департаментам і поділяються на територіальні бригади.
Територіальні підрозділи жандармерії доповнюються різними підрозділами спеціального призначення: науково-дослідними, які займаються виключно функціями судової поліції і допомагають територіальним бригадам проводити дослідження, що потребують спеціальних знань, підрозділами втручання, моторизованими бригадами та загонами з безпеки дорожнього руху, повітряними підрозділами.
До спеціальних підрозділів жандармерії Франції відносяться:
- військова жандармерія, що виконує як загальні завдання жандармерії (захист населення і його власності, запобігання правопорушенням, судові, адміністративні та військові розслідування), так і специфічні функції поліції, охорони і безпеки (контроль військових зон і об'єктів в місцях розташування, контроль осіб і транспортних засобів на охоронюваних підприємствах, охорона майна і важливих документів);
- жандармерія цивільної авіації, завданнями якої є контроль авіаперевезень, попередження катастроф, нещасних випадків, охорона будівель цивільної авіації, представників влади, літаків, попередження злочинів і правопорушень;
- берегова охорона, що забезпечує безпеку морських суден, спостереження в районах територіальних вод Франції, захист портових споруд. Ці підрозділи також можуть здійснювати загальні функції жандармерії у разі необхідності;
- підрозділи повітряної жандармерії, що здійснюють адміністративні, поліцейські та військові функції на об’єктах повітряних сил Франції, в тому числі й за кордоном. Завдання цього виду жандармерії: забезпечення громадської безпеки, військова, адміністративна і судова поліцейська діяльність, забезпечення захисту повітряного простору.